# Frances Lewine
Frances Lewine, née le 20 janvier 1921 à New York et décédée le 19 janvier 2008, est une journaliste américaine et correspondante à la Maison Blanche entre 1956 et 1977.